# Bahram III
Bahram III, riportato anche nelle forme Wahram III o Warahran III (in medio persiano 𐭥𐭫𐭧𐭫𐭠𐭭; in persiano بهرام سوم‎) (... – 293), il sesto re (scià) dell'impero sasanide.
Figlio e successore di Bahram II, fu nominato viceré della provincia del Sakastan dopo la riconquista da parte di Bahram II nel 280. Bahram III salì al trono lasciato libero dal padre dopo la sua morte, avvenuta nel 293. Considerato troppo debole per governare il regno da gran parte della nobiltà, molti aristocratici contestarono la sua successione, giurando invece fedeltà al suo prozio Narsete. Dopo aver regnato per soli quattro mesi, Bahram III fu catturato o più probabilmente ucciso durante una campagna scatenata da Narsete, il quale salì al trono al posto di Bahram.

## Nome
Il nome teoforico "Bahram" (بهرام یکم) è la versione in moderno persiano tratta dal pahlavi Warahrān (riportato anche come Wahrām), che deriva dall'antico iranico Vṛθragna. La versione equivalente in avestico era Verethragna, il nome dell'antico dio iranico della vittoria, mentre quella partica era *Warθagn. Il nome è stato traslitterato in greco come Baranes, mentre quella armena è Vahagn /Vrām. Bahram è attestato inoltre in georgiano come Baram e in latino come Vararanes.

## Biografia
Durante la parentesi sasanide, era consuetudine che i re, dopo aver conquistato una terra o un popolo, conferissero ai propri figli dei titoli che dimostrassero il dominio su di essi. Bahram III ottenne pertanto il titolo di sākān shāh, presumibilmente dopo la vittoria del padre sulla regione del Sakastan (odierno Sistan). Seguendo anche le antiche pratiche sasanidi di conferire l'appannaggio delle province ai principi, Bahram III fu nominato nel Sakastan a causa dell'importanza della regione per sorvegliare attentamente la situazione delle focose tribù collocate sui confini orientali dell'impero.

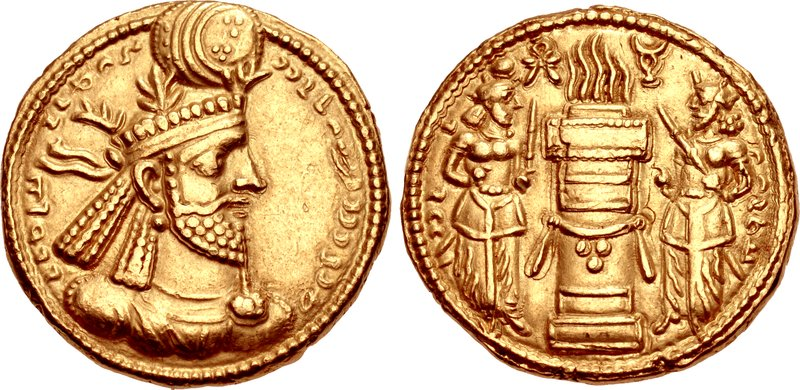
Dinaro d'oro di Narsete (r.
293-303), prozio di Bahram III

Dopo la morte di Bahram II nel 293, Bahram III fu proclamato re nel Fars da un gruppo di nobili guidati dall'influente Wahnam e sostenuti da Adurfarrobay, governatore del Maishan. Al momento della sua ascesa, era ancora minorenne e considerato un personaggio debole da gran parte dell'aristocrazia. Gran parte dell'élite lo considerava troppo debole per gestire adeguatamente la minaccia rappresentata dall'impero romano d'Oriente e i rischi di un'invasione esterna. Molti nobili decisero dunque di ritenere invalida la sua successione al trono e giurarono invece fedeltà a Narsete, l'ultimo figlio ancora in vita di Sapore I, percepito come una figura più carismatica e in grado di garantire sicurezza alla Persia.
Quattro mesi dopo l'inizio del regno di Bahram, suo zio Narsete venne convocato in Mesopotamia su richiesta di molti membri della nobiltà persiana. Li incontrò presso il passaggio di Paikuli, nella provincia del Garmekan, dove ricevette una ferma approvazione e probabilmente fu anche dichiarato scià per la prima volta. Le ragioni del favore dei nobili per Narsete potrebbero essere dovute al suo passato come governatore, alla sua immagine di sostenitore della religione zoroastriana e alla fiducia riposta da chi lo riteneva la figura ideale per condurre l'impero alla pace e alla prosperità. Probabilmente anche la sua ascendenza dalla famiglia dei primi Sasanidi giocò un ruolo importante.
Per evitare spargimenti di sangue, Narsete propose di giungere a una pace sia con Bahram III che con Wahnam. Pare che entrambi accettarono i termini dell'intesa, dato che non si ha testimonianza di battaglie avvenute in epoca successiva. La ragione del rapido accordo di pace tra Bahram e Wahnam potrebbe essere stata legata alla diserzione di molti uomini di Bahram. Quest'ultimo abdicò come scià e andò probabilmente risparmiato, mentre Wahnam fu giustiziato quando Narsete fece il suo ingresso nella capitale sasanide di Ctesifonte. Narsete convocò quindi gli aristocratici per partecipare al referendum reale, un rituale che veniva utilizzato fin dal primo scià sasanide, Ardashir I (regnante dal 224 al 242), e che Narsete allora utilizzava per ottenere l'approvazione dell'élite come sovrano legittimo anziché come usurpatore. Grazie a questo stratagemma, egli si garantì il numero di sostenitori necessari a «salire sul trono di nostro padre e dei nostri antenati con l'aiuto degli dei, nel loro nome e in quello dei nostri antenati».

## Raffigurazioni

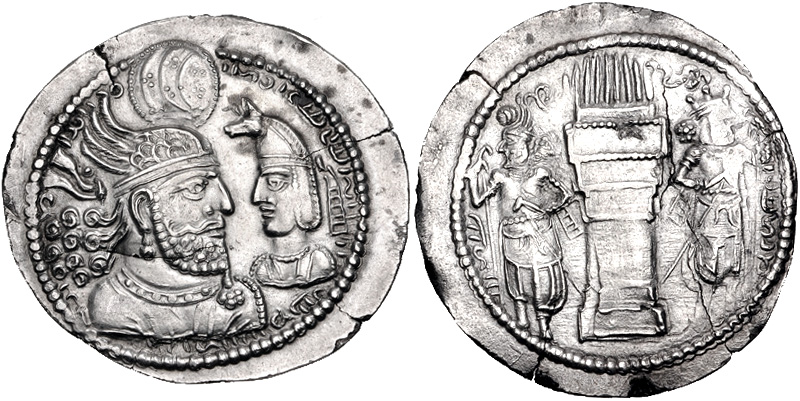
Dracma di Bahram III come principe con suo padre Bahram II coniata a Balkh

Le monete riconducibili alla sua persona restano poche, poiché non si comprende se vadano ricondotte a lui o a Narsete. Poiché molti dei denari a lui attribuiti sono più lisci del solito, i dettagli sugli effettivi poteri che esercitò durante il suo mandato restano ancora più oscuri. Si ritiene che sia raffigurato con una corona d'oro con il bordo inferiore merlato e due grandi corna di cervo, o quanto meno degli oggetti simili su ciascun lato. La sfera sasanide si trova tra le corna e sulla parte anteriore della corona.
Un bassorilievo ritrovato nel sito archeologico di Bishapur ritrae una figura che viene calpestata da un cavallo. Si presume che questa scena rappresenti la morte di Bahram III o, più probabilmente, del suo alleato Wahnam.